# 11. ceremonia wręczenia nagród British Academy Games Awards

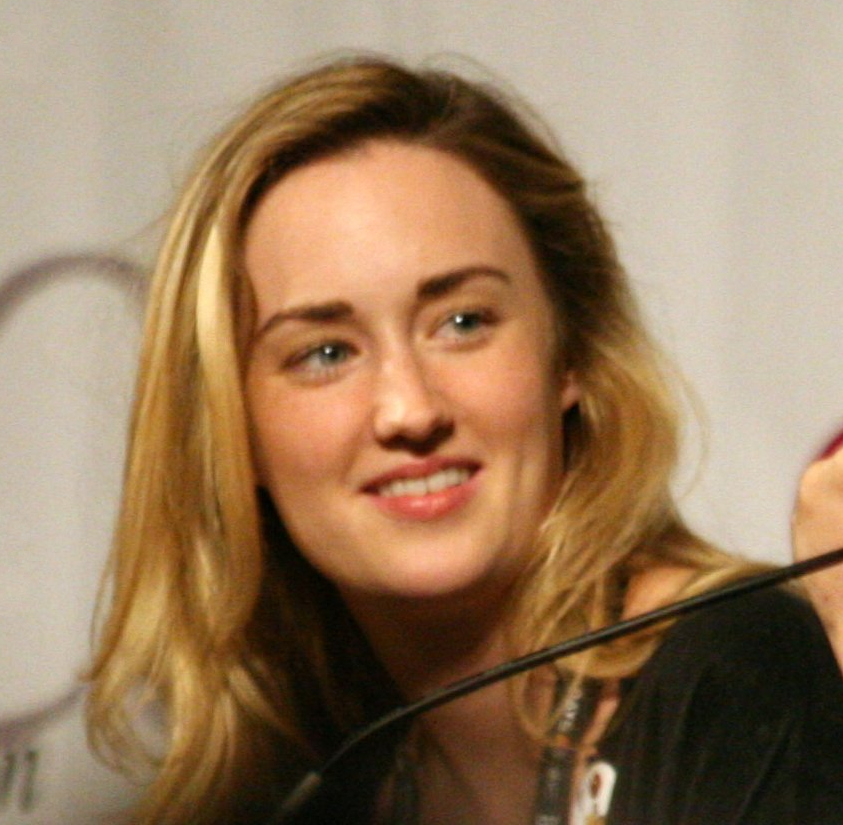
Ashley Johnson, zwyciężczyni nagrody za występ

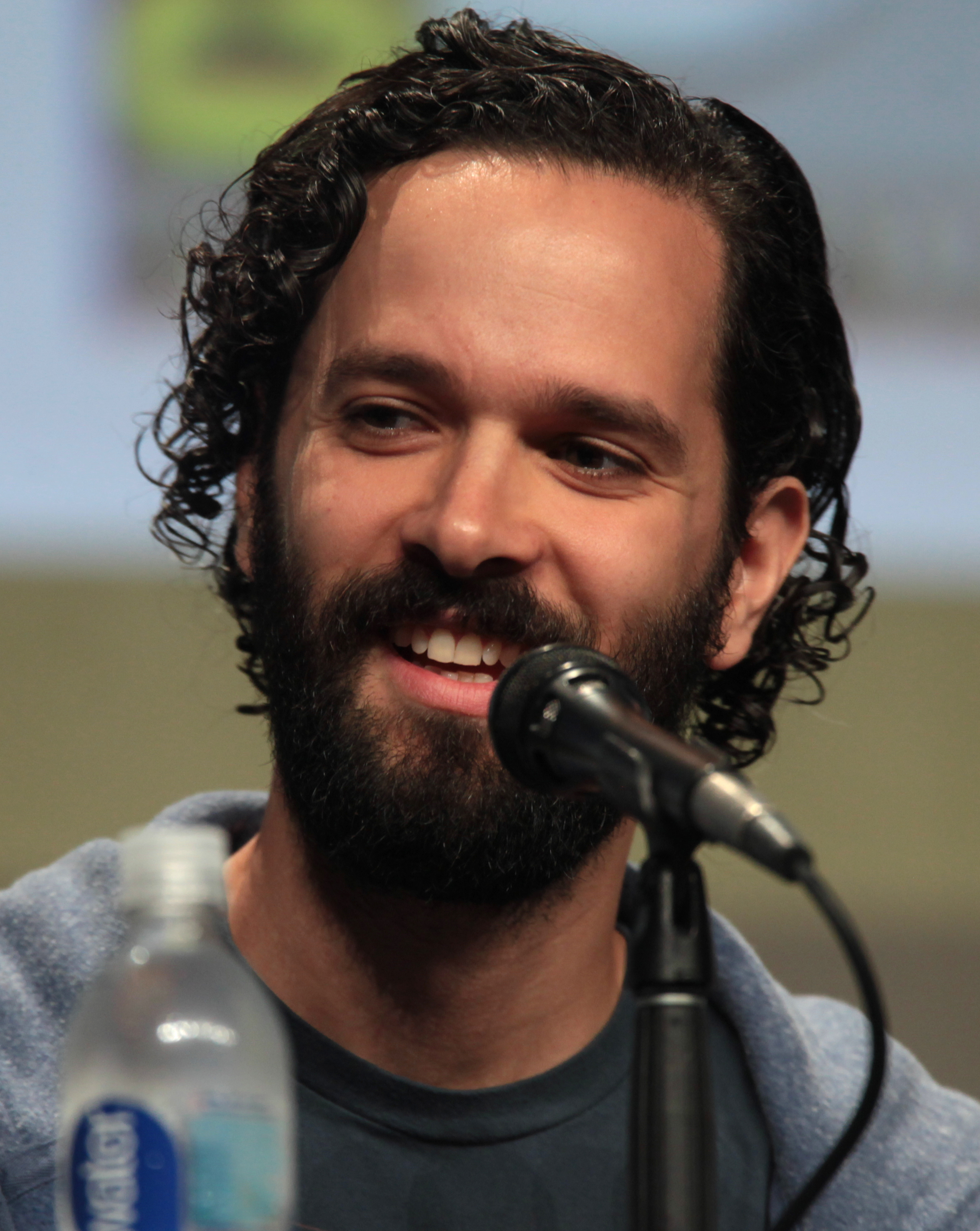
Neil Druckmann, zwycięzca nagrody za historię

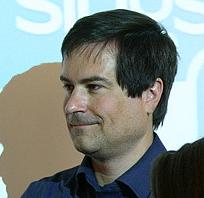
David Braben, zwycięzca nagrody specjalnej

11. ceremonia wręczenia nagród British Academy Games Awards za rok 2014 odbyła się 12 marca 2015 w Tobacco Dock w Londynie o 7:00 czasu uniwersalnego. Galę poprowadził angielski komik Rufus Hound. W czasie ceremonii BAFTA przyznano nagrody w 16 kategoriach za różne osiągnięcia w dziedzinie gier komputerowych. Ceremonia była transmitowana na żywo za pośrednictwem strony Twitch.tv.
Gry Monument Valley i The Last of Us: Left Behind otrzymały po dwie nagrody każda, a Destiny otrzymała nagrodę za najlepszą grę. Wśród nagrodzonych gier były także: Obcy: Izolacja, Far Cry 4, Hearthstone: Heroes of Warcraft, League of Legends, Lumino City, Minecraft, Never Alone, OlliOlli, The Vanishing of Ethan Carter i Valiant Hearts: The Great War.

## Zwycięzcy i nominowani
Nominacje zostały ogłoszone 10 lutego 2015 roku o 10:30 czasu uniwersalnego. Obcy: Izolacja otrzymał sześć, czyli najwięcej nominacji. Far Cry 4 i Monument Valley otrzymały po pięć nominacji i razem były drugie pod tym względem. 80 Days, Destiny, Mario Kart 8 i Śródziemie: Cień Mordoru otrzymały po cztery nominacje.
Destny otrzymała nagrodę za najlepszą grę i była czwartą grą firmy Bungie nagrodzoną przez BAFTA, ale pierwszą nagrodzoną grą tego producenta, która nie była powiązana z serią Halo. Ashley Johnson po raz drugi otrzymała nagrodę w kategorii Występ za wcielenie się w rolę Ellie w The Last of Us: Left Behind. Wcześniej otrzymała nagrodę w tej samej kategorii i za tę samą rolę, ale w grze The Last of Us.
Poniższa lista zawiera nominowanych i zwycięzców w poszczególnych kategoriach (zwycięzcy zostali wyróżnieni pogrubioną czcionką).

### Ciągła gra
- League of Legends – zespół produkcyjny
  - Destiny – zespół produkcyjny
  - EVE Online: Phoebe – zespół produkcyjny
  - RuneScape – zespół produkcyjny
  - World of Tanks (wersja na PC) – zespół produkcyjny
  - World of Warcraft: Warlords of Draenor – zespół produkcyjny

### Debiut
- Never Alone – zespół produkcyjny
  - CounterSpy – zespół produkcyjny
  - Hitman Go – Daniel Lutz
  - Shovel Knight – zespół produkcyjny
  - The Banner Saga – John Watson, Alex Thomas, Arnie Jorgensen
  - Zaginięcie Ethana Cartera – Adrian Chmielarz, Andrzej Poznański, Michał Kosieradzki

### Familijna
- Minecraft: Console Editions – zespół produkcyjny
  - Lego Przygoda gra wideo – Jon Burton, Mike Taylor, Phill Ring
  - LittleBigPlanet 3 – Pete Smith, Paul Porter, Darius Sadeghian
  - Mario Kart 8 – zespół produkcyjny
  - Skylanders: Trap Team – zespół produkcyjny
  - Twelve a Dozen – zespół produkcyjny

### Gra brytyjska
- Monument Valley – zespół produkcyjny
  - 80 Days – Joseph Humfrey, Jon Ingold, Meg Jayanth
  - Obcy: Izolacja – zespół produkcyjny
  - Forza Horizon 2 – zespół produkcyjny
  - Geometry Wars 3: Dimensions – zespół produkcyjny
  - Lumino City – zespół produkcyjny

### Historia
- The Last of Us: Left Behind – Neil Druckmann
  - 80 Days – Joseph Humfrey, Jon Ingold, Meg Jayanth
  - Broken Age – Tim Schafer
  - Far Cry 4 – zespół produkcyjny
  - Never Alone – zespół produkcyjny
  - The Wolf Among Us – Mark Thompson, Lucien Soulban, Li Kuo

### Innowacja w grze
- Zaginięcie Ethana Cartera – zespół produkcyjny
  - 80 Days – Joseph Humfrey, Jon Ingold
  - Lumino City – zespół produkcyjny
  - Obcy: Izolacja – zespół produkcyjny
  - Śródziemie: Cień Mordoru – zespół produkcyjny
  - Titanfall – Steve Fukuda, Richard Baker, Vince Zampella

### Mobilne i kieszonkowe
- Monument Valley – zespół produkcyjny
  - 80 Days – Joseph Humfrey, Jon Ingold, Meg Jayanth
  - Hearthstone: Heroes of Warcraft – zespół produkcyjny
  - Hitman Go – Daniel Lutz
  - The Walking Dead: Season Two – zespół produkcyjny
  - Threes! – Asher Vollmer, Greg Wohlwend, Jimmy Hinson

### Muzyka
- Far Cry 4 – Cliff Martinez, Tony Gronick, Jerome Angelot
  - Fantasia: Music Evolved – zespół produkcyjny
  - Obcy: Izolacja – zespół produkcyjny
  - Śródziemie: Cień Mordoru – Garry Schyman, Nathan Grigg
  - The Banner Saga – Austin Wintory
  - The Sailor's Dream – zespół produkcyjny

### Najlepsza gra
- Destiny – zespół produkcyjny
  - Dragon Age: Inkwizycja – zespół produkcyjny
  - Mario Kart 8 – zespół produkcyjny
  - Monument Valley – zespół produkcyjny
  - Obcy: Izolacja – zespół produkcyjny
  - Śródziemie: Cień Mordoru – zespół produkcyjny

### Osiągnięcie artystyczne
- Lumino City – zespół produkcyjny
  - Assassin’s Creed Unity – Mohamed Gambouz, Patrick Limoges, Jean-Sébastien Guay
  - Far Cry 4 – Jean-Alexis Doyon, David Wilkinson, Scott Mitchell
  - Hohokum – zespół produkcyjny
  - Monument Valley – zespół produkcyjny
  - Valiant Hearts: The Great War – Paul Tumelaire, Ghislain Avrillon, Laurent Labouille

### Osiągnięcie audio
- Obcy: Izolacja – zespół produkcyjny
  - Call of Duty: Advanced Warfare – zespół produkcyjny
  - Fantasia: Music Evolved – zespół produkcyjny
  - Mario Kart 8 – zespół produkcyjny
  - The Banner Saga – Austin Wintory, Michael Theiler, Peret von Sturmer
  - The Sailor's Dream

### Projekt
- Śródziemie: Cień Mordoru – zespół produkcyjny
  - Destiny – zespół produkcyjny
  - Far Cry 4 – Patrik Methe, Hugo Desmeules, Andrea Zanini
  - Hearthstone: Heroes of Warcraft
  - Obcy: Izolacja – zespół produkcyjny
  - Threes! – Asher Vollmer, Greg Wohlwend, Jimmy Hinson

### Sport
- OlliOlli – John Ribbins, Simon Bennett, Tom Hegarty
  - FIFA 15 – zespół produkcyjny
  - Football Manager 2015 – zespół produkcyjny
  - Forza Horizon 2 – zespół produkcyjny
  - Madden NFL 15 – zespół produkcyjny
  - Trials Fusion – Kim Lahti, Antti Ilvessuo, Karri Kiviluoma

### Tryb wieloosobowy
- Hearthstone: Heroes of Warcraft
  - Call of Duty: Advanced Warfare
  - Destiny
  - Mario Kart 8
  - Minecraft: Console Editions
  - Titanfall – Steve Fukuda, Richard Baker, Vince Zampella

### Własność Oryginalna
- Valiant Hearts: The Great War – Yoan Fanise, Paul Tumelaire, Simon Choquet
  - Kalimba
  - Monument Valley
  - Sunset Overdrive
  - Titanfall – Steve Fukuda, Richard Baker, Vince Zampella
  - Zaginięcie Ethana Cartera – Adrian Chmielarz, Andrzej Poznański, Michał Kosieradzki

### Występ
- Ashley Johnson – Ellie w The Last of Us: Left Behind
  - Troy Baker – Pagan Min w Far Cry 4
  - Logan Cunningham – Transistor Transistor
  - Adam Harrington – Bigby Wolf w The Wolf Among Us
  - Melissa Hutchison – Clementine w The Walking Dead: Season Two
  - Kevin Spacey – Jonathan Irons w Call of Duty: Advanced Warfare

### BAFTA Fellowship
- David Braben

### BAFTA Ones To Watch Award we współpracy z Dare to Be Digital
- Chambara – Overly Kinetic
  - Don't Walk: RUN! – Torque
  - Sagittarius – Too Mainstream

### BAFTA Young Game Designers: Game Concept (od 10 do 14 roku życia)
- Win Dreams – Camylle Tuliao
  - Autonomy – Rafal Faraj, Daoud Salman, Satyam Verma
  - Codeland – Magdalena Stenfors
  - Dive 'n' Dash – Lucie Wilson, Ellen Farquhar, Hannah Thompson
  - H, Y, X & Z – Dominic Wright
  - Love – Hannah Hayward
  - Rescue Aid – Emily Roberts
  - Splat & Grab – Kyle Randall
  - The Line – Oliver Tate
  - Tiles – Oliver Wright-Jones

### BAFTA Young Game Designers: Game Concept (od 15 do 18 roku życia)
- Win Ouroboros – Jack Reynolds
  - Anne – Jodie Burnside
  - Dame Eva's Adventure To Prove Her Self-Worth! – Fynn Levy
  - Inimical – Matthew Bond-Simmons
  - Jellyfish – Jonathan Ashton
  - Life Stack – Aryaan Awais
  - Little Red – Nic Gordon
  - Magnets: A Tale of Fish ‘n’ Chips – Stephen Borland
  - Plate Defenders – Declan Metcalfe
  - Wicked Zip – Caleb O’Brien

### BAFTA Young Game Designers: Game Making (od 10 do 14 roku życia)
- Win Block – Louis Jackson
  - Area 51 – Ben Tweedle
  - Black Parade – Nicholas Chapman
  - Castle Defence – Stephen Hailstones
  - Colour Runner – Scott Parker
  - Duo Block – Brendan Cheung
  - Gravity Square – Ben Porter
  - Light Farmer – Isaac Moselle
  - Scaled Down – Miranda Watkins
  - Terrain Invasion – Holly Packer

### BAFTA Young Game Designers: Game Making (od 15 do 18 roku życia)
- Utopia of Rhythm – Jack Mills
  - Coffee Simulator – William Giddings, Joshua Manders-Jones, James Kamminga
  - Dodge A Block – William Bristow
  - Dungeon Corruption – Danny Chan
  - Hunter Gatherer – Max Baraitser Smith, Sam Baraitser Smith
  - Lightyear – Jim Bruges
  - Never Letting Go – Fynn Levy
  - Rose Kingdom – Caleb O’Brien
  - Snowball Wars – Moses Noxolo
  - Warp Out – Clemens von Stengel

### BAFTA Young Game Designers: Industry Hero
- Minecraft

### BAFTA Young Game Designers: Mentor in 2015
- Ray Chambers

### Gry, które otrzymały wiele nagród lub nominacji
Następujące gey otrzymały wiele nominacji:
| Nominacje | Gra                             |
| --------- | ------------------------------- |
| 6         | Obcy: Izolacja                  |
| 5         | Far Cry 4                       |
| 5         | Monument Valley                 |
| 4         | 80 Days                         |
| 4         | Destiny                         |
| 4         | Mario Kart 8                    |
| 4         | Śródziemie: Cień Mordoru        |
| 3         | Call of Duty: Advanced Warfare  |
| 3         | Hearthstone: Heroes of Warcraft |
| 3         | Lumino City                     |
| 3         | The Banner Saga                 |
| 3         | Zaginięcie Ethana Cartera       |
| 3         | Titanfall                       |
| 2         | Fantasia: Music Evolved         |
| 2         | Forza Horizon 2                 |
| 2         | Hitman Go                       |
| 2         | Minecraft: Console Editions     |
| 2         | Never Alone                     |
| 2         | The Last of Us: Left Behind     |
| 2         | The Sailor's Dream              |
| 2         | The Walking Dead: Season Two    |
| 2         | The Wolf Among Us               |
| 2         | Threes!                         |
| 2         | Valiant Hearts: The Great War   |

Następujące gry otrzymały więcej, niż jedną nagrodę:
| Nagrody | Gra                         |
| ------- | --------------------------- |
| 2       | Monument Valley             |
| 2       | The Last of Us: Left Behind |

## Prezenterzy i występy
Następujące osoby prezentowały nagrody lub występowały między rozdaniami

### Prezenterzy (w kolejności występowania)

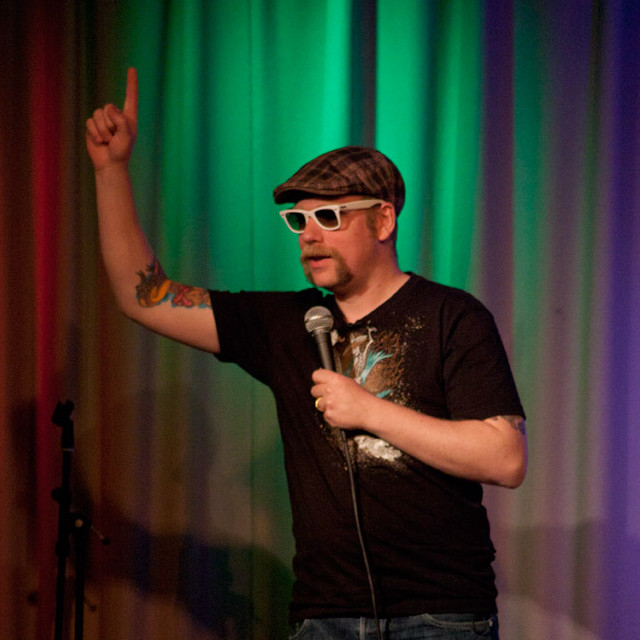
Rufus Hound poprowadził 11. ceremonię rozdania British Academy Video Games Awards

| Imię                     | Rola                                                       |
| ------------------------ | ---------------------------------------------------------- |
| Rufus Hound              | Prowadzący 11 rozdania nagród British Academy Games Awards |
| Riva Taylor David Arnold | Prezenter nagrody za muzykę                                |
| Georgia May Foote        | Prezenter nagrody za ciągłą grę                            |
| Martin Hollis            | Prezenter nagrody za historię                              |
| Mike Bithell             | Prezenter nagrody za własność oryginalną                   |
| Linford Christie         | Prezenter nagrody za sport                                 |
| Rob Beckett              | Prezenter nagrody za grę mobilną lub kieszonkową           |
| Andrea Deck              | Prezenter nagrody za osiągnięcie artystyczne               |
| Dan Krull Katy Hill      | Prezenter nagrody za osiągnięcie audio                     |
| Alix Wilton Regan        | Prezenter nagrody za grę brytyjską                         |
| Andy Akinwolere          | Prezenter nagrody za grę familijną                         |
| Chet Faliszek            | Prezenter nagrody za innowację w grach                     |
| Dan Middleton            | Prezenter nagrody Ones to Watch Award                      |
| Tim Schafer              | Prezenter nagrody za projekt                               |
| Alex Brooker             | Prezenter nagrody za multiplayer                           |
| Jo Twist                 | Prezenter nagrody za debiut                                |
| Maimie McCoy             | Prezenter nagrody za występ                                |
| Ian Livingston           | Prezenter nagrody Fellowship Award                         |
| Dynamo                   | Prezenter nagrody za najlepszą grę                         |

### Występy
Riva Taylor była jedyną osobą występującą na 11. rozdaniu nagród British Academy Video Games Awards poza głównym prowadzącym, która nie prezentowała żadnej nagrody. Wykonała piosenkę otwierającą ceremonię Earth to Earth, napisaną specjalnie na tę okazję.

## Ocena krytyków
Ceremonia spotkała się z mieszanymi reakcjami w branży. Paul Tassi z amerykańskiego magazynu biznesowego „Forbes” napisał, że  British Academy Video Games Awards może być obecnie jego ulubioną ceremonią. Zachwalał bogaty wachlarz kategorii nagród. Docenił też wybór nagrodzonych gier, w szczególności Zaginięcie Ethana Cartera (innowacja w grach) i League of Legends (gra ciągła).
Oliver Cragg z gazety „The Independent” chwalił wyraźną obecność niezależnych gier.
Z drugiej strony GameCentral w swojej recenzji dla gazety Metro napisało, że nie zgadza się do końca z wyborem nagrodzonych, z wyjątkiem gry Obcy: Izolacja i  Davida Brabena. Nazwali też „nonsensem” nagrodzenie gry Minecraft, która nie powstała w 2014 roku.
Najbardziej krytykowany w mediach był wybór Destiny jako najlepszej gry. Adam Rosser z BBC Radio 5 Live uznał ten wybór za niesłuszny z powodu powtarzalnej rozgrywki i słabo zaludnionego świata gry. Natomiast Paul Tassi z Forbes uważa, że to Dragon Age: Inkwizycja była niezaprzeczalnie grą roku. Niektórzy jednak wyrażali się z aprobatą o tej decyzji. Redaktorzy serwisu GamesRadar ogłosili Destiny grą roku i stwierdzili, że arcydzieło Bungie zasłużyło na uwagę, którą otrzymało.
Najbardziej zaskakujący okazał się wybór niezależnego tytułu OlliOlli najlepszą grą sportową tego roku. Gra pokonała wiele wysokobudżetowych produkcji, takich jak FIFA 15. Matt Kamen z Wired oraz Mark Langshaw z Digital Spy nazwali tę decyzję „szokującą”.